# Garbów (gromada w powiecie puławskim)
Garbów – dawna gromada, czyli najmniejsza jednostka podziału terytorialnego Polskiej Rzeczypospolitej Ludowej w latach 1954–1972.
Gromady, z gromadzkimi radami narodowymi (GRN) jako organami władzy najniższego stopnia na wsi, funkcjonowały od reformy reorganizującej administrację wiejską przeprowadzonej jesienią 1954 do momentu ich zniesienia z dniem 1 stycznia 1973, tym samym wypierając organizację gminną w latach 1954–1972.
Gromadę Garbów z siedzibą GRN w Garbowie utworzono – jako jedną z 8759 gromad na obszarze Polski – w powiecie puławskim w woj. lubelskim na mocy uchwały nr 14 WRN w Lublinie z dnia 5 października 1954. W skład jednostki weszły obszary dotychczasowych gromad Garbów, Bogucin, Borków, Janów i Karolin ze zniesionej gminy Garbów w tymże powiecie. Dla gromady ustalono 27 członków gromadzkiej rady narodowej.
1 stycznia 1958 do gromady Garbów włączono obszar zniesionej gromady Leśce w tymże powiecie.
1 stycznia 1960 do gromady Garbów włączono wsie Przybysławice i Zagrody, wieś i kolonię Gutanów oraz cukrownię i osadę fabryczną Garbów ze zniesionej gromady Zagrody w tymże powiecie.
Gromada przetrwała do końca 1972 roku, czyli do kolejnej reformy gminnej. 1 stycznia 1973 w powiecie puławskim reaktywowano gminę Garbów (od 1999 gmina znajduje się w powiecie lubelskim w woj. lubelskim).